# Psyche elongatella
Psyche elongatella is een vlinder uit de familie van de zakjesdragers (Psychidae). De wetenschappelijke naam van de soort is voor het eerst geldig gepubliceerd in 1956 door Kozhanchikov.